# 기저질환
기저질환(基底疾患, 영어: underlying disease)은 어떤 질병의 원인이나 밑바탕이 되는 질병을 가리킨다. 이러한 기저질환은 2차 질환의 발병시 합병증으로 인한 질병악화, 치료난항, 사망원인 등으로 진행될 소지가 크기에 중요하게 다루어진다.

## 신종 인플루엔자바이러스
신종 인플루엔자바이러스(H1N1)에의한  기저질환 취약계층 및 고위험군 분류에서 다루어진 주요 병리로는 암(Cancer), 만성 폐 질환(Chronic lung disease), 당뇨병(diabetes mellitus, DM), 만성 심혈관 질환(chronic heart disease), 만성 신부전증(chronic renal disease),면역력 저하, 만성 간 질환(chronic liver disease)등이 순서적으로 확인된바있다.
한편 면역력 저하는 면역 결핍(Immunodeficiency) 또는 면역 손상(Immunocompromise) 또는 자가면역질환(autoimmune disease) 심지어 연령에서 보여지며 이러한 분류에서 다루어지는 바와같이 주의를 기울여야하는 증상으로 여겨지고있다. 또한 전문가들은 기저질환 특히 만성질환으로 인한 인플루엔자 증상 시작부터 최종단계까지의 경과속도가 비(非) 기저질환군에 비해 유의미하다고 볼 수 있는 데이타는 확인된바없다는 잠정적인 결론을 제시한바있다.

## 같이 보기
- 만성질환
- 사이토카인 폭풍

## 참고 문헌
- (기저질환별 신종인플루엔자 관련 사망자의 특성-Characteristics of Influenza A (H1N1) related death cases by underlying diseases ,질병관리본부 전염병대응센터 역학조사과)https://webcache.googleusercontent.com/search?q=cache:keqIPEilCU0J:https://www.cdc.go.kr/CDC/cms/cmsFileDownload.jsp%3Ffid%3D31%26cid%3D12384%26fieldName%3Dattach1%26index%3D1+&cd=8&hl=ko&ct=clnk&gl=kr
- (MSN뉴스 ,머니투데이-코로나19 사망자 대부분 '기저질환자'…기저질환이 뭐길래)https://www.msn.com/ko-kr/news/national/%EC%BD%94%EB%A1%9C%EB%82%9819-%EC%82%AC%EB%A7%9D%EC%9E%90-%EB%8C%80%EB%B6%80%EB%B6%84-%EA%B8%B0%EC%A0%80%EC%A7%88%ED%99%98%EC%9E%90%E2%80%A6%EA%B8%B0%EC%A0%80%EC%A7%88%ED%99%98%EC%9D%B4-%EB%AD%90%EA%B8%B8%EB%9E%98/ar-BB10j2mL